# Barnham (Suffolk)
Pour les articles homonymes, voir Barnham.
Barnham est un village et une paroisse civile, dans le district de West Suffolk dans le Suffolk en Angleterre, situé à 15 kilomètres de Bury St Edmunds. Sa population est de 606 habitants (2011). Dans le Domesday Book de 1086, il est cité sous le nom de Ber(n)ham.